# Justin Chancellor
Justin Gunnar Walter Chancellor (Londra, 19 novembre 1971) è un bassista britannico, noto per la sua militanza nei Tool.

## Biografia
Incontrò i Tool per la prima volta a New York, e rimase in contatto con i membri della band per un paio di anni fino a che la band inglese di Justin, i "Peach", fecero un tour Europeo con i Tool nel 1994.
Quando il bassista originale Paul D'Amour se ne andò, i Tool chiamarono Justin. All'inizio rifiutò. I Peach si erano sciolti circa 6 mesi prima, e lui stava formando un altro gruppo con l'ex chitarrista. Justin era molto fedele al suo amico col quale suonava da quando avevano 14 anni. Ma alla fine decise che non poteva gettare via una possibilità simile.
Justin si trasferì negli US, fece un provino, ed ottenne il posto. Sbaragliò una concorrenza tenace, che includeva Frank Cavanagh dei Filter, Scott Reeder dei Kyuss, Marko Fox degli Zaum (la voce in Die Eier von Satan), ed E. Shepherd Stevenson dei Pigmy Love Circus.
Dopo essersi stabilito negli US, Justin ha sposato Ariadne Chancellor, sulla cima della Mingus Mountain in Arizona il 12 gennaio, 1997.

## Strumentazione

### Bassi
- Wal - Il basso principale di Justin è un Wal a 4 corde comprato su raccomandazione di un amico durante le registrazioni di Ænima. Il legno e l'elettronica del basso aiutano a creare il suono caratteristico per il quale è famoso. Justin possiede altri 3 bassi Wal: un modello identico al suo basso principale ma con una minor risposta di frequenze medie (usato soprattutto per Wings for Marie pt.1 e pt.2), un Mach III verde tigrato (usato creare gli armonici nella canzone "Right in Two"), e un fretless walnut top (usato nella seconda strofa di "Lateralus", tutta "Intension" e in alcune parti di "Rosetta Stoned"). Usa su tutti questi bassi corde di misura standard Ernie Ball.
- Music Man Stingray - Usato per "Forty-Six & 2", "H." e per "No Quarter".

### Amplificatori
- Mesa Boogie Roadready 4x12
- Mesa Boogie Roadready 8x10
- Gallien-Krueger 2001RB head x2 (Un canale distorto e uno pulito)
- Demeter Amplification VTBP-201S Bass Preamp running direct to PA

Usati Precedentemente
- Mesa Boogie M-2000 head
- Mesa Boogie M-Pulse
- Mesa Boogie Bass 400+
- Mesa Roadready 8x10 (Al posto di un 4x12)

La peculiarità del suo suono (oltre ad essere fortemente caratterizzato dal basso Wal, dal suo stile esecutivo, e dalla varietà di effetti che usa), è frutto di 3 diversi canali di amplificazione, opportunamente miscelati insieme:
- Canale pulito (Mesa 8X10);
- Canale distorto (Mesa 4X12);
- Canale Tube-Pre (Demeter).

### Effetti
- Boss Tu-2
- Guyatone VTX Tremolo
- Digitech Bass Whammy - Usato in "Eulogy" (fifth up/sixth up harmony), "Pushit (Live)" (fifth up/octave up harmony) "Third Eye (octave up)," "Schism" (octave down/octave up), Ticks and Leeches (fifth up/octave up harmony), "Lateralus" (octave up), "Disposition" (fifth up/octave up harmony), "Vicarious" (octave up harmony), "The Pot" (octave up) e "Right In Two" (fifth up/sixth up harmony).
- Tech 21 SansAmp GT2 Distortion
- Boss CE-5 Chorus Ensemble
- Boss BF-2 Flanger
- Boss DD-3 Digital Delay
- Guyatone BR-2 Bottom Wah Rocker Envelope Filter
- Colorsound Tone Bender Fuzz
- Foxx Fuzz&Wa&Volume (con pot volume rimosso)

Altri:
- Boss GEB7 EQ - entra nella sua cassa 4x12 prima del Turbo RAT nel canale "sporco", per un lieve rinforzo delle frequenze basse.
- Pro Co RAT Turbo Rat Distortion Pedal - entra a basso ingresso nella sua cassa 4x12 prima del GEB-7, per avere un canale "sporco".
- Prescription Electronics RX Overdrive.

Non c'è conferma che i seguenti pedali siano stati usati in qualche brano, ma sono visibili in alcune fotografie delle pedaliere prese in studio di registrazione:
- Crowther Prunes & Custard - Used on "The Pot" live.
- Lovetone Ring Stinger
- Lovetone Flange With No Name
- Line 6 FM4
- Lovetone Wobulator
- Lovetone Brown Source
- Lovetone Big Cheese
- Lovetone Doppelganger
- Lovetone Meatball

## Discografia

### Con i Tool
- 1996 – Ænima
- 2001 – Lateralus
- 2006 – 10,000 Days
- 2019 – Fear Inoculum